# Una novia sin igual
So I Married an Axe Murderer (en español: "Así que me casé con una asesina con hacha"; Una novia sin igual en Hispanoamérica) es una película estadounidense cómica y de humor negro de 1993 dirigida por Thomas Schlamme y protagonizada por Mike Myers y Nancy Travis. Myers contribuyó al guion, pero no fue acreditado como colaborador.

## Sinopsis
Charlie MacKenzie es un poeta de San Francisco cuyos poemas giran en torno a sus relaciones fallidas. Las relaciones terminan por su culpa: lo ataca una extraña sensación de paranoia. Pero todo esto parece cambiar cuando conoce a Harriet, una carnicera. En ella cree encontrar todo lo que buscaba y se comprometen. Charlie comienza a sospechar que hay algo raro en Harriet: ¿Será su paranoia o esta vez está en lo correcto?

## Reparto
- Mike Myers como Charlie MacKenzie/Stuart MacKenzie.
- Nancy Travis como Harriet Michaels.
- Anthony LaPaglia como Tony Giardino.
- Amanda Plummer como Rose Michaels.
- Brenda Fricker como May MacKenzie.
- Matt Doherty como Heed (Willie MacKenzie).
- Charles Grodin como Chofer.
- Phil Hartman como John 'Vicky' Johnson, Guía de Alcatraz.
- Debi Mazar como Susan, la novia de Tony.
- Michael Richards como Reportero.